# Chiesa di Santa Maria dei Servi (Ferrara)
La chiesa di Santa Maria dei Servi è una chiesa di Ferrara situata in via Cosmè Tura angolo via Contrada della Rosa, appartenente al complesso architettonico dell'ex convento delle suore Orsoline.

## Storia
Edificata nel 1669 su progetto di Luca Danesi fu completata insieme al convento attiguo nel XVIII secolo dai fratelli Francesco e Vincenzo Santini, per ospitare l'Ordine dei Servi di Maria dopo la demolizione dell'omonima chiesa, officiata dagli stessi Serviti, esistente nell'area dell'ex Fortezza Pontificia.
Attualmente ospita la Parrocchia della Risurrezione di Gesù appartenente alla Chiesa greco-cattolica ucraina.

## Architettura
La facciata è in stile tardobarocco, con sommità curvilinea. Vi si aprono un finestrone centrale e due laterali incorniciati da un profilo di cotto mistilineo. Il portone centrale è incorniciato da lesene a sostegno di un architrave con cimasa spezzata e lapide dedicatoria, quelli laterali sono decorati da timpani mistilinei.
L'interno è ad una navata, scandita da lesene con capitello corinzio, con tre ampie cappelle laterali ed il presbiterio. Tra le decorazioni pittoriche che ornano l'interno, realizzate con ornamenti a candelabre e finte architetture, spicca il soffitto dipinto a lacunari poligonali, restaurato dopo i bombardamenti del 1944.
La zona absidale ospita una "cappella invernale" ristrutturata in stile moderno.